# Limantriíneos
Limantriíneos (Lymantriinae) são uma subfamília da família dos erebídeos (Erebidae) de insectos da ordem Lepidoptera.